# ارتون، جزیره وایت
ارتون (به انگلیسی: Arreton) یک روستا و محله مدنی در بریتانیا است که در جزیره وایت واقع شده‌است. ارتون ۱۹٫۳۳۵۴ کیلومتر مربع مساحت و ۹۸۸ نفر جمعیت دارد.